# Spencer Walpole
Pour les articles homonymes, voir Walpole.
Spencer Walpole (6 février 1830 – 7 juillet 1907) est un historien et un homme politique anglais.

## Origines et formation
Il est issu de la branche cadette du célèbre Premier ministre whig Robert Walpole par son frère, le premier Lord Walpole de Wolterton. Il est le fils de l'arrière-petit-fils de ce dernier, Spencer Horatio Walpole (1807–1898), trois fois secrétaire de l'Intérieur sous Edward Smith-Stanley, 14e comte de Derby, et, par sa mère, est le petit-fils de Spencer Perceval, le Premier ministre tory assassiné dans le Chambre des communes.
Spencer Walpole fait des études au collège d'Eton, et, de 1858 à 1867, est secrétaire au War Office, puis devient inspecteur des pêches. En 1882, il est nommé lieutenant-gouverneur de l'île de Man. Enfin, il exerce, de 1893 à 1899, la fonction de secrétaire aux Postes. Il est fait chevalier en 1898.

## L'historien
En dépit de toutes ses fonctions publiques, Walpole est surtout considéré comme un historien. Ses relations familiales lui donnent un penchant naturel pour les affaires publiques, et son mélange des théories politiques whig et tory contribuent, sans doute possible, à développer chez lui son sens de l'équité, caractéristique de ses écrits.
Son œuvre principale, « Histoire de l'Angleterre depuis 1815 » (History of England from 1815) (1878-1886), en six volumes, est entamé en 1858 et est suivi d'une « Histoire de Vingt-Cinq Ans » (History of Twenty-Five Years), en 1904.
Parmi ses autres œuvres, on trouve des biographies de Spencer Perceval (1894) et de John Russell (1889), ainsi qu'un volume d'« Études biographiques » (Studies in Biography) (1906).